# ان وتما
ان وتما (استونیایی: Enn Vetemaa; ۲۰ ژوئن ۱۹۳۶ – ۲۸ مارس ۲۰۱۷) نویسنده، فیلم‌نامه‌نویس و رمان‌نویس اهل استونی بود. از وی به صورت غیررسمی از استاد رمان کوتاه مدرنیست استونی یاد میشود.